# Wijnhuis
Een wijnhuisje of wijnpershuis is een huisje, dat meestal ligt vóór een (ondergrondse) wijnkelder. Hier wordt het gereedschap bewaard en vinden de eerste fasen plaats van het wijnmaken, zoals de eerste gisting, het persen.

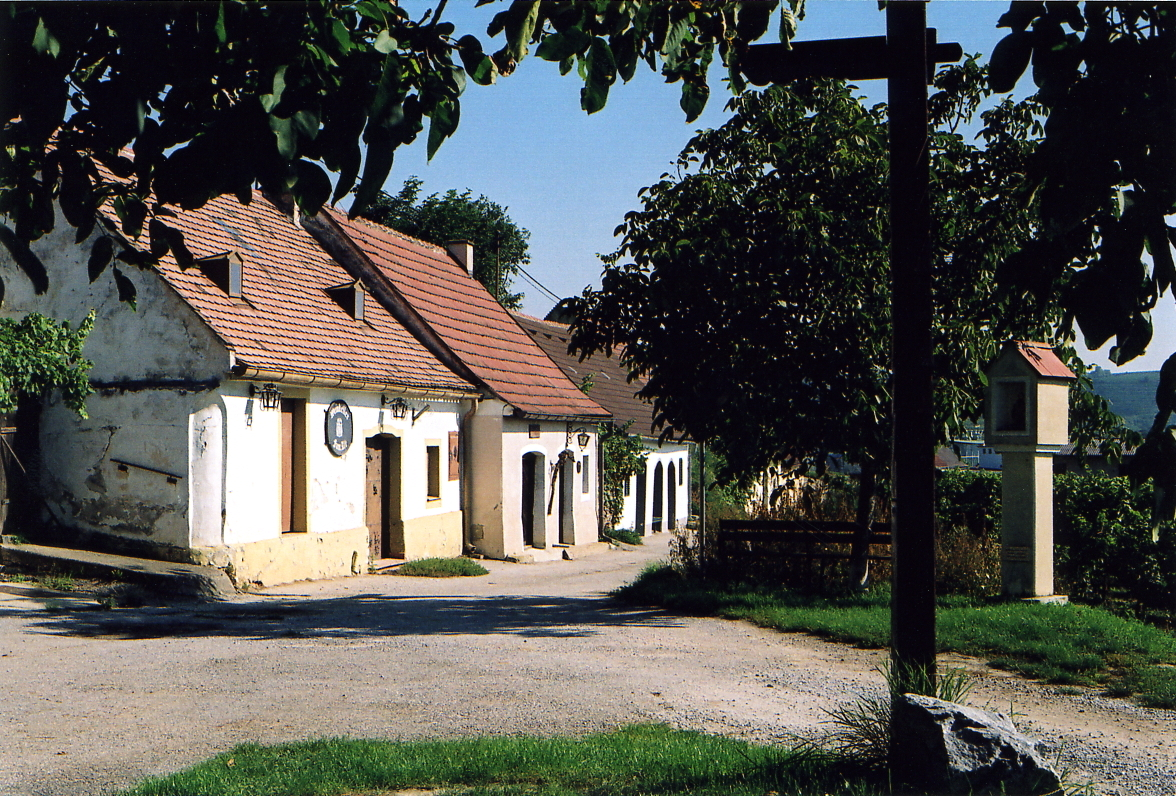
Kelderstraat in Krems, Obererzwierlberg, Oostenrijk
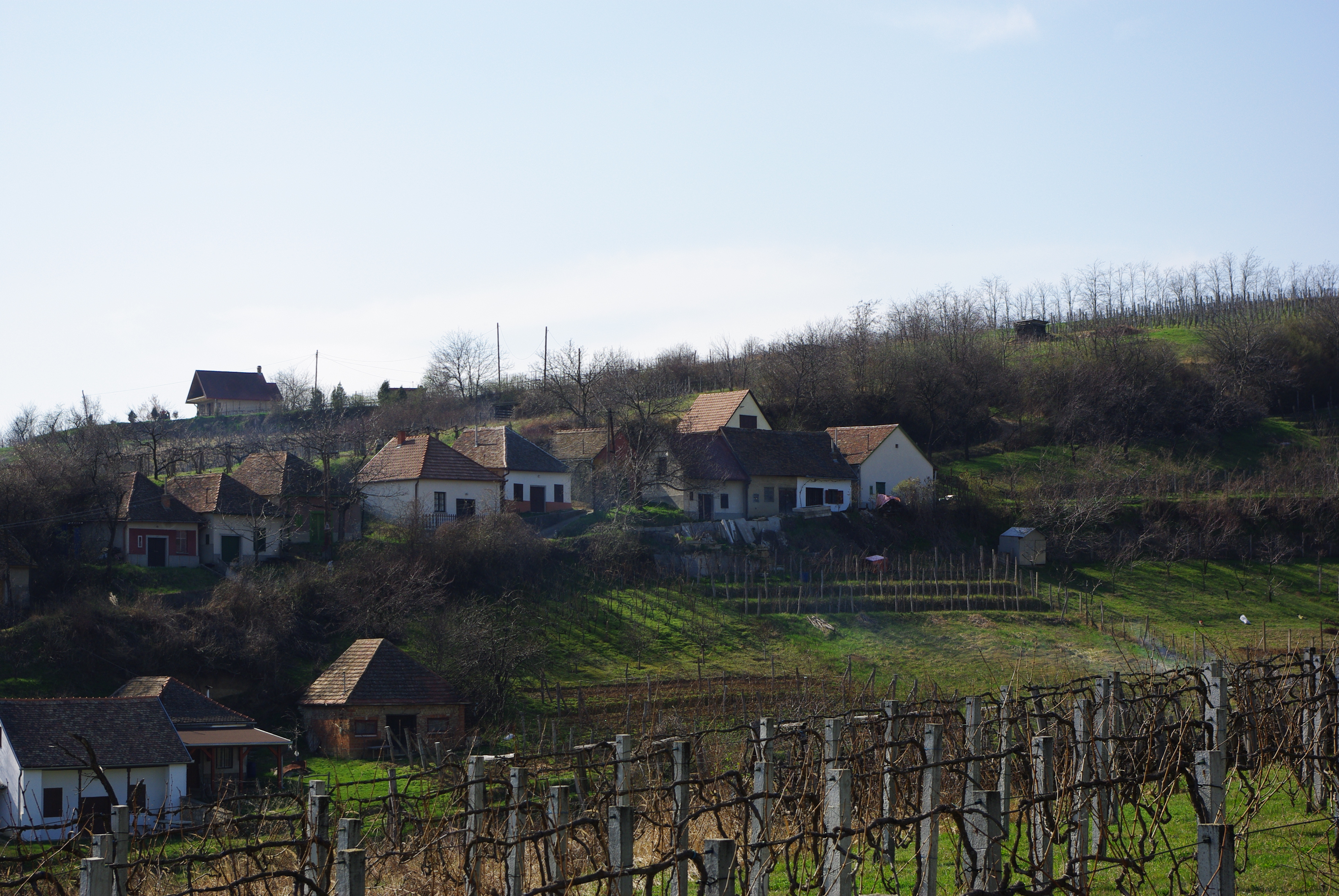
Wijngaarden en kelderrij met wijnhuisjes in Mecseknádasd, Hongarije
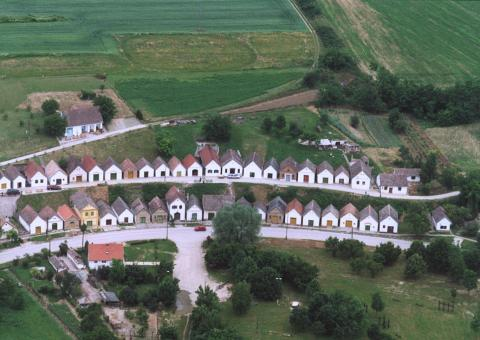
Kelderrijen in Villánykövesd, Hongarije
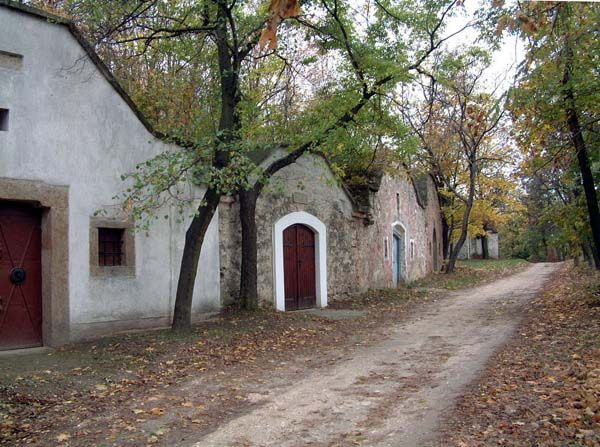
Kelderrij in Páty, Hongarije

Wijnhuisjes komen soms voor in lange rijen naast elkaar; men spreekt dan van een kelderrij. Dergelijke kelderrijen zijn onder andere in Hongarije te vinden in Hajós, Mecseknádasd en Villánykövesd.